# Хопкинс, Кит
Моррис Кит Хопкинс (англ. Morris Keith Hopkins; 20.06.1934, Лондон — 08.03.2004, Кембридж) — британский историк и социолог, специалист по древнеримской истории.
Эмерит-профессор античной истории Кембриджа (1985—2000).
Член Британской академии (1984).
Ещё в детстве определился со своим будущим призванием — стать историком Древнего Рима.
Изучал антиковедение в кембриджском Королевском колледже (1958), где получил степени бакалавра и магистра. Затем занимался там же над докторской работой, однако не завершил её. Учился у А. Х. М. Джонса; попал под влияние М. Финли. (Последний впоследствии называл его своим другом.)
В 1961-3 гг. преподаватель Лестерского университета.
В 1963-7 гг. научный сотрудник альма-матер и лектор Лондонской школы экономики.
В 1967-9 гг. профессор социологии в Гонконгском университете.
В 1970-2 гг. вновь в Лондонской школе экономики — старший лектор.
В 1972-85 гг. профессор социологии Брунельского университета, в 1981-5 гг. декан фак-та общественных наук.
В 1974 году приглашённый профессор Пенсильванского университета.
В 1985—2001 гг. занимал кафедру античной истории в Кембридже, затем эмерит, одновременно член альма-матер, вице-главой которого являлся с 2001 г. и до конца жизни.
Первый раз женился в 1963 году, второй — в 1991 году. Дети от обоих браков.
Умер от рака. Как отмечают, он подходил к античной истории с позиций социолога.

## Труды
Главные работы: «Conquerors And Slaves» (Кембридж и Нью-Йорк: CUP, 1978) и «Death And Renewal» (1983). Его третья книга «A World Full Of Gods» (1999) получила смешанные отзывы. Над книгой «Колизей» (The Colosseum, 2005) он не успел завершить работу, и она вышла уже после его смерти — с соавторством М. Бирд.
Книга «Death And Renewal» представляет собой просопографическое исследование древнеримской аристократии — сенаторов, показавшее, что их состав являлся более изменяющимся, чем это считалось ранее.
«A World Full Of Gods» посвящена истории раннего христианства. Хопкинс представляет её как эксперимент написания работы по истории религии. Она не является нон-фикшн в чистом виде. В американском издании получила подзаголовок «Странный триумф христианства».
Книга «Колизей» посвящена истории амфитеатра.
Соредактор «Trade in the Ancient Economy» (1983).